# The Brat (1919)
The Brat é um filme mudo de drama produzido nos Estados Unidos e lançado em 1919, produzido por e estrelado por Alla Nazimova e dirigido por Herbert Blaché. É atualmente considerado um filme perdido.
O filme foi lançado pela Metro Pictures, que tinha contratado Nazimova, e baseia-se na peça da Broadway de Maude Fulton em 1917, na qual Nazimova também estrelou. Uma nova versão do filme foi refeita em 1931, com Sally O'Neil no papel principal.

## Enredo
Como descrito em uma revista de cinema, Brat (Nazimova), uma corista, conhecida apenas por esse nome, é demitida do coral de Garden Summer, quando ela se recusa a se submeter aos assédios de Stephen Forrester (Foss), um jovem esbanjador. Ele a segue pela rua e os dois brigam, após o ocorrido ela acaba presa. No tribunal, ela é vista por MacMillan Forrester (Bryant), o irmão mais velho do promotor, que é um romancista em busca de um personagem do submundo para ser estudado. O juiz então permite que ela seja solta, para contribuir com o propósito do irmão. A maneira ousada de Brat, acaba por perturbar a noiva de Forrester e seus pais. Brat mantém as anotações de Stephen em segredo por respeito ao seu irmão. Quando o romance termina de ser feito e Brat está prestes a sair, Stephen tenta roubar o cofre de MacMillan e Brat assume a culpa. Stephen então diz a verdade sobre o caso que exonera o Brat e a noiva de MacMillan, o libera para se casar com a mulher que ele aprendeu a amar.[carece de fontes?]

## Elenco
- Alla Nazimova como The Brat
- Charles Bryant como MacMillan Forrester
- Amy Veness como Mrs. Forrester
- Frank Currier como The Bishop
- Darrell Foss como Stephen Forrester
- Bonnie Hill como Angela
- Milla Davenport como The Brat's Aunt
- Henry Kolker como A Dandy
- Ethelbert Knott como Butler